# Simon Böske

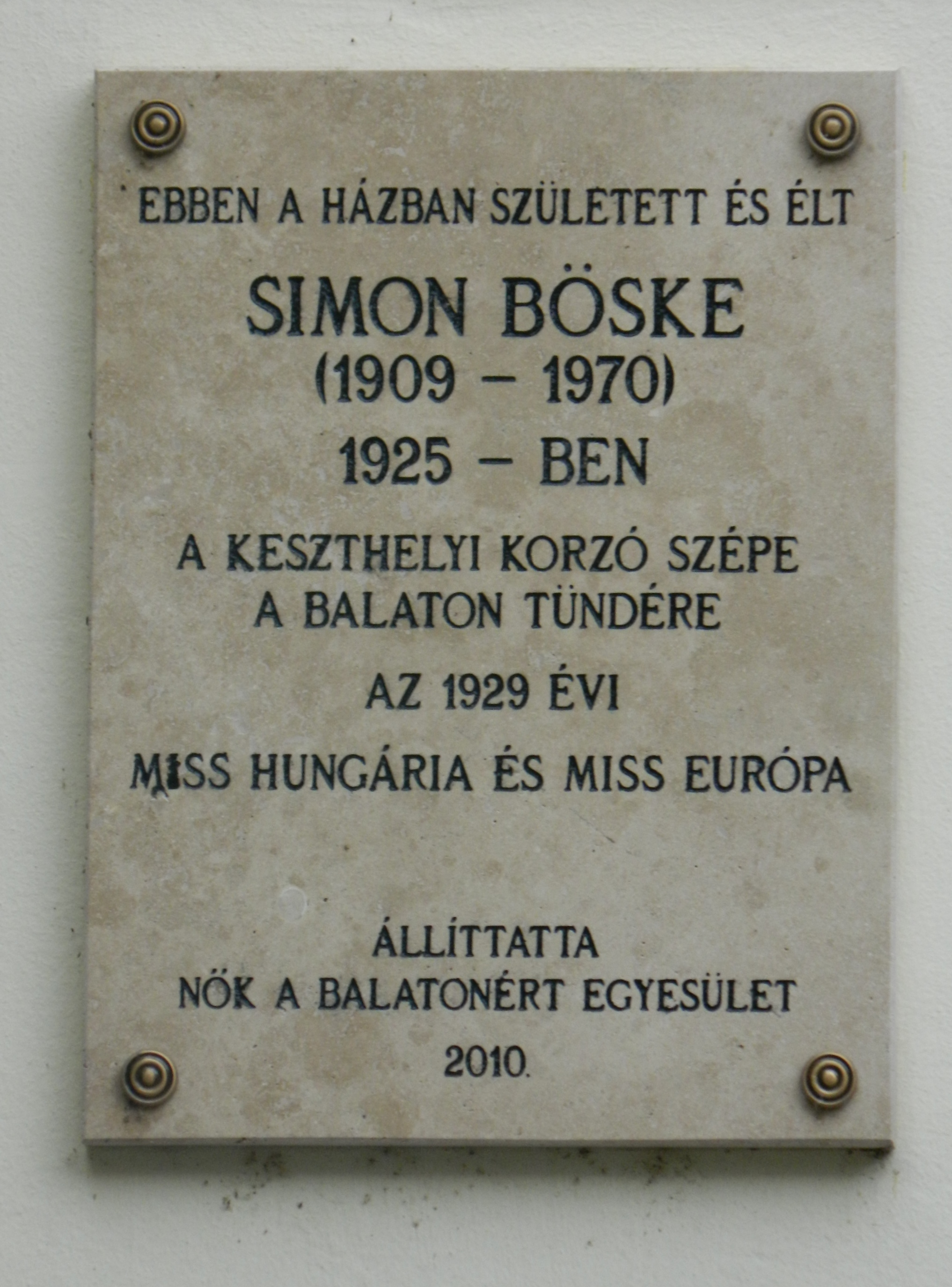
Simon Böske emléktáblája a szülőházán Keszthelyen

Simon Böske, született Simon Erzsébet (Keszthely, 1909. február 15. – Budapest, 1970. október 8.) az első magyar szépségkirálynő. 1929-ben Miss Európává is megválasztották.

## Élete
Keszthelyen, zsidó családban, Simon Sándor járási tiszti főorvos és Hoffmann Janka leányaként született. Már tizenhat évesen felfedezték, 1925-ben előbb a Keszthelyi Korzó Szépévé, majd a Balaton Tündérévé választották. Mindegyik versenyt a Színházi Élet című lap szervezte. A Balaton Tündére címért a tóparti városok Korzó Szépei versengtek Siófokon, a Korzó Szépe címet olvasói szavazatok alapján lehetett elnyerni.

### 1929
Négy évvel később, 1929. január 6-án az először megrendezett Miss Hungary (akkori nevén Miss Hungária) szépségversenyt is megnyerte kétszáztizennyolc induló közül. Böske Miss Hungáriává választását Márai Sándor így kommentálta a Színházi Élet hasábjain: „Egy keszthelyi orvos lányát, Simon Böskét megválasztották Miss Hungáriának. Hogy ő a legszebb magyar lány… Gratulálok kisasszony. Mielőtt útra megy (Párizsba), engedjen meg egypár szót, szegény kicsikém. Maga nem is tudja, a Maga kedves és legszebbnek deklarált fejében, hogy mire angazsálta magát. Már szépnek lenni is egészen bonyolult valami. Mit gondol, a legszebbnek? Már egyetlenegy embernek tetszeni is hallatlanul veszedelmes és bonyolult valami. (Hát még) Egy zsűrinek, a világ zsűrijének, mit gondol?”
Még ugyanabban az évben Párizsban Miss Európává választották tizenhat ország indulója között. Bár úgy tervezték, hogy Böske Miss Európaként részt vesz az Amerikában megrendezendő Miss Universe versenyen, erre nem került sor. Miss Európaként fogadta a francia köztársasági elnök, a monacói herceg, számos diplomata és híresség. Böske kirándulást tett a francia tengerparton, európai és amerikai filmajánlatot kapott, egy francia selyemgyár mintát kívánt róla elnevezni.
Böskét Magyarországra érkezésekor hatalmas ünneplő tömeg várta a Keleti pályaudvaron. Március 17-én délelőtt az Újságírók Kórház- és Szanatóriumegyesülete javára autogramokat adott, melyek ára 1 pengő volt. A híradások hangsúlyozták, hogy ez az egyetlen alkalom, amikor Miss Európától autogram kapható. Ezen a napon Böskét antiszemita inzultus is érte, mivel egy női küldöttség Miss Palesztinának nevezte, és autójukról a „Ronda zsidó lány!”, és „Nem vagy magyar!” kiáltásokat küldték felé.
Április 10-én a francia sajtóban cáfolták, hogy Böske részt venne az amerikai szépségversenyen, mivel ezen a rendezvényen ugyanazok az európai szépségkirálynők vennének részt, akiket Böske már egyszer legyőzött, így értelmetlen lenne még egyszer versenyeznie velük. Ugyanakkor megerősítették, hogy Miss Amerika és Miss Európa között versenyt rendeznek valószínűleg egy francia fürdőhelyen. Április 30-án német lapok Böske eljegyzéséről adtak hírt.
Július 27-én zajlott le a deauville-i kaszinóban a verseny Miss Európa és Miss Amerika között, melyen holtverseny alakult ki, és a nemzetközi zsűri úgy döntött, hogy az 50 000 frankos díjat megosztja a két versenyző között.

### Házasságai
Böske nem élt a felkínált filmes és egyéb lehetőségekkel, és hamarosan férjhez ment Brammer Pál budapesti textil-nagykereskedő, posztógyároshoz. 
A házassága nem volt tartós, és a válást követően Jób Dánielhez, a Vígszínház művészeti igazgatójához ment feleségül. 

### Későbbi évek
Második férjével túlélték a holokausztot, de a háború után már anyagilag nem tudták újra felépíteni az életüket és szegénységben éltek.  Az ő egészsége is megromlott és mozgáskorlátozottként gondozásra szorult.
Elfeledve, 61 évesen, 1970-ben hunyt el Budapesten. A Kozma utcai izraelita temetőben nyugszik férjével együtt.

## Emlékezete

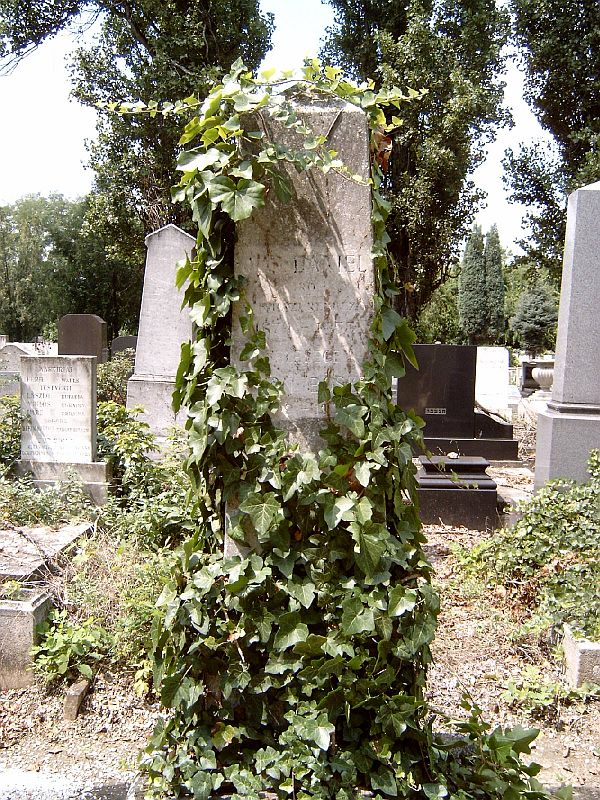
Férjével közös sírja, Kozma utcai zsidó temető: 1C-6-27

Szarka Lajos történész 2017-ben ,,Simon Böske naplója" címmel írta meg az életét.